# Faughart
Faughart (irisch Fochaird; altertümlich Fochart) ist ein frühchristlicher Ruinen- und Wallfahrtsort, der zum Townland Monascriebe nördlich von Dundalk in der irischen Grafschaft Louth gehört. Faughart liegt 3 km nördlich von Dundalk und 6 km südlich von Forkill und befindet sich am südlichen Ende des Gap of the North/Moyry Pass.

## Bedeutung als Wallfahrtsort
Faughart ist ein beliebter Ort für moderne Pilgerreisen und war 451 n. Chr. der Geburtsort der Heiligen Brigida von Kildare, deren Reliquien in verschiedenen Kirchen in Portugal, Deutschland, Belgien und Kildare, Irland verstreut sind. Zu den Sehenswürdigkeiten gehören der Stein und die Säule der heiligen Brigid, ihr Schrein und ihr Brunnen sowie moderne religiöse Stätten. die der Heiligen gewidmet sind.

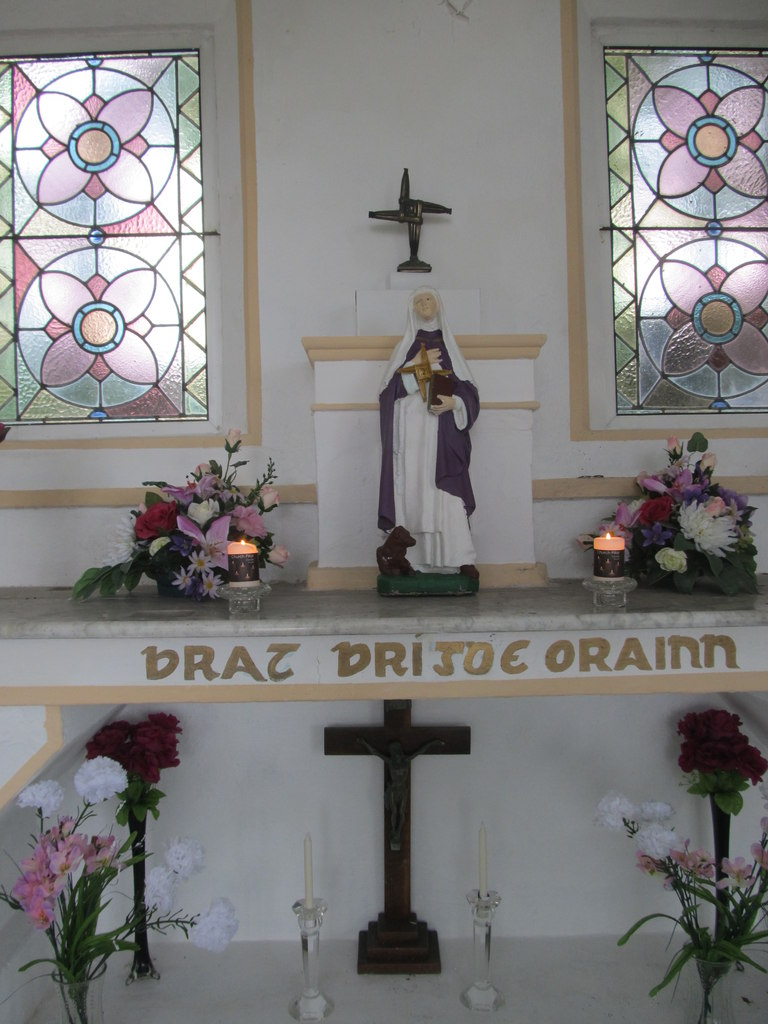
Schrein der Heiligen Brigida

 Sie ziehen jährlich Tausende von Pilgern und Touristen an, was der örtlichen Wirtschaft einen enormen Auftrieb verleiht. 

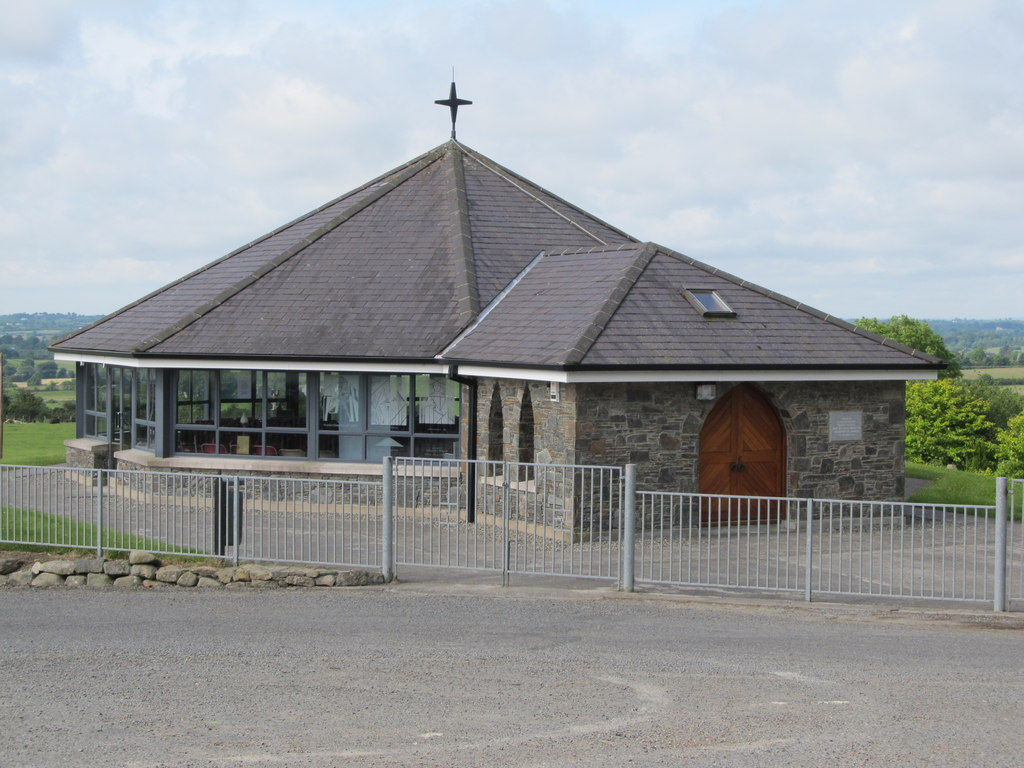
Kapelle der Heiligen Brigida

## Weitere Sehenswürdigkeiten
Zu den Ruinen gehören ein Fort aus der Eisenzeit, eine normannische Motte und eine mittelalterliche Kirche. 

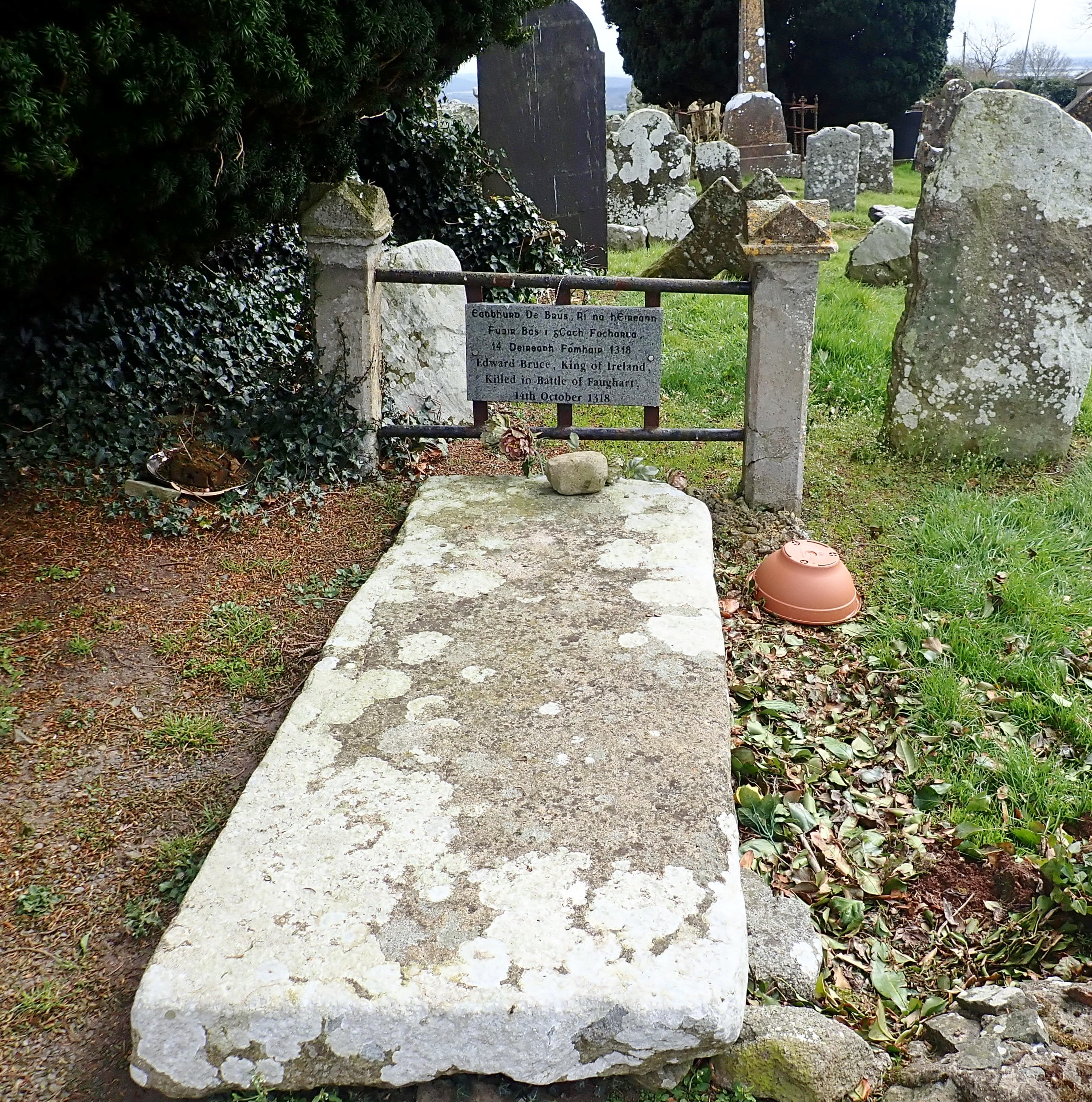
Grab von Edward Bruce

Edward Bruce, ein jüngerer Bruder von Robert the Bruce, ist auf dem Friedhof Faughart Cementary, auf dem Hügel oberhalb des Schreins, begraben. Bruce, der den Titel König von Irland angenommen hatte, wurde 1318 in der Schlacht von Faughart geschlagen und getötet. Dies markierte das Ende des Kriegs der Bruce in Irland.

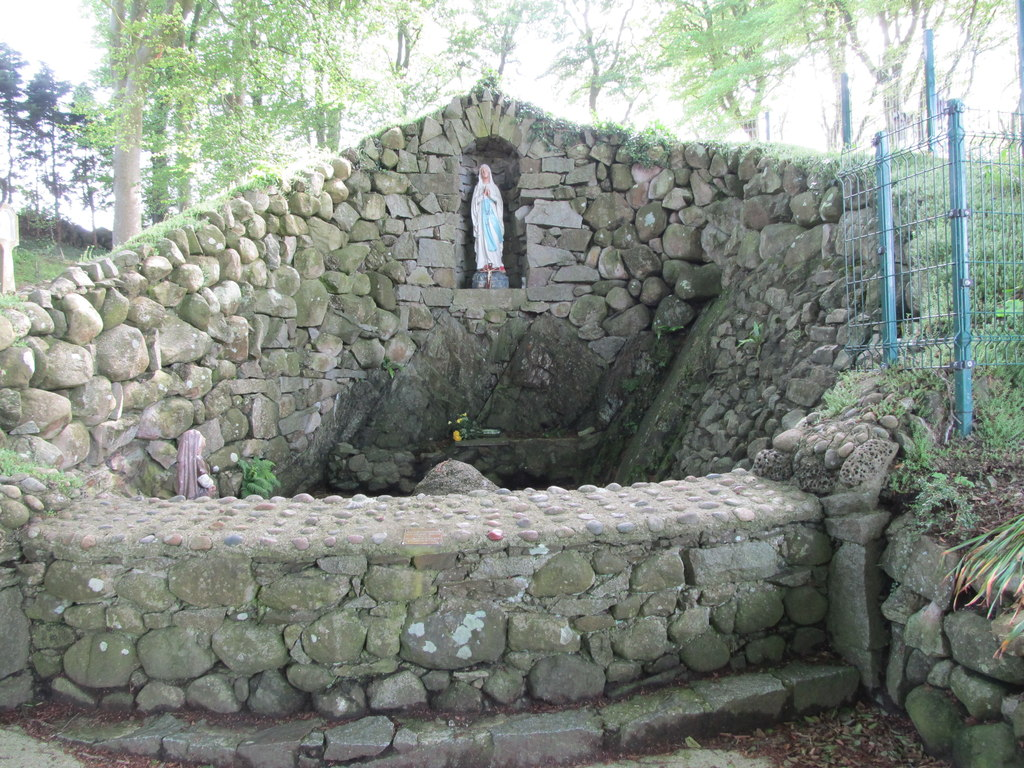
Mariengrotte in Faughart

## Historische Schlachten bei Faughart
Faughart hatte viele Jahrhunderte lang eine große strategische Bedeutung und war Schauplatz vieler Schlachten; eine dieser legendären Schlachten wurde von Cú Chulainn im Táin geschlagen.

### Erste Schlacht von Faughart (248 n. Chr.)
In Faughart soll 248 n. Chr., laut keltischer Mythologie, eine Schlacht zwischen Cormac mac Airt, dem Hochkönig von Irland, und Starno, dem König von Lochlinn, stattgefunden haben.

### Zweite Schlacht von Faughart (732 n. Chr.)
Die zweite Schlacht von Fochart, belegt in den Annalen der vier Meister, zwischen Áed Allán, dem König von Irland, und Áed Róin mac Bécce Bairrche, dem König von Ulaid, wird auf das Jahr 732 oder 735 datiert. Áed Róin und Conchad mac Cúanach von Uí Echach Cobo wurden getötet, wobei Áed Róin auf dem Cloch an Commaigh (Stein der Enthauptung) in der Nähe der Tür der alten Kirche von Faughart enthauptet wurde. Dieser Konflikt geht auf eine Bitte des Bischofs von Armagh, Congus, zurück.

### Dritte Schlacht von Faughart (1318)
Die dritte Schlacht von Faughart fand am 14. Oktober 1318 zwischen einer anglo-irischen Armee unter der Führung von John de Bermingham, 1. Earl of Louth, und Edmund Butler, Earl of Carrick, und einer schottisch-irischen Armee unter dem Kommando von Edward Bruce, dem Bruder von Robert Bruce, König der Schotten, statt, der von einigen irischen Häuptlingen zum König von Irland ausgerufen worden war. Diese Schlacht war die Entscheidung des Kriegs der Bruce, von 1315 bis 1318, dem gescheiterten Versuch des Königreichs Schottland, das unter englischer Herrschaft stehende Irland zu erobern.